# روت آرونز
روت آرونز (انگلیسی: Ruth Aarons؛ ۱۱ ژوئن ۱۹۱۸ – ۶ ژوئن ۱۹۸۰) یک بازیکن تنیس روی میز اهل ایالات متحده آمریکا بود. 
وی در مسابقات کشوری و بین‌المللی در مجموع برنده ۳ مدال طلا، ۲ مدال نقره شده‌است.